# 한국퇴비농업기술인협회
(사)한국퇴비농업기술인협회는 토양을 개량하고 퇴비농법으로 지력을 회복시켜 농가소득 증대와 농산물의 품질향상에 기여 목적으로 1997년 11월 24일 설립된 대한민국 농림수산식품부 소관의 사단법인이다. 사무실은 전라남도 곡성군 옥과면 곡순로 2465-12에 있다.

## 주요 사업
- 퇴비농업의 기술보급으로 자립 지도농가 및 선도마을 육성
- 선진국에 기술연구생 파견 및 국제교류
- 농산물의 국내외 유통시장 조사와 판매지도
- 교육․홍보사업